# Sniper 3
Sniper 3 je americký akční film z roku 2004, třetí pokračování sniperské filmové série s Tomem Berengerem v titulní roli Thomase Becketta, kterou v roce 1993 odstartoval Odstřelovač. Režisér P.J. Pesce film natočil podle scénáře Rosse Helforda, s dvouletým odstupem po druhém dílu. V následujícím už Berengera v hlavní roli nahradil Chad Michael Collins. Společnost Columbia Snipera 3 vydala rovnou na DVD, a to 24. srpna 2004. V českém znění film vydal Bontonfilm na VHS i DVD 28. ledna 2005. Od 4. října 2008 jej začala vysílat TV Nova.

## Obsazení
| Tom Berenger          | Thomas Beckett                 |
| Byron Mann            | Quan                           |
| John Doman            | Paul Finnegan                  |
| Denis Arndt           | William Avery                  |
| Troy Winbush          | kapitán Laraby                 |
| Jeannetta Arnette     | Sydney                         |
| William Duffy         | Richard Addis                  |
| Nophand Boonyai       | Tran                           |
| Dom Hetrakul          | Chu                            |
| Cody Skinner          | Thomas Beckett cca v roce 1967 |
| Christopher Lee Lorch | Paul Finnegan cca v roce 1967  |